# Роґолін
Роґолін (пол. Rogolin) — село в Польщі, у гміні Радзанув Білобжезького повіту Мазовецького воєводства.
Населення — 346 осіб (2011).
У 1975-1998 роках село належало до Радомського воєводства.

## Демографія
Демографічна структура станом на 31 березня 2011 року:
|          | Загалом | Допрацездатний вік | Працездатний вік | Постпрацездатний вік |
| -------- | ------- | ------------------ | ---------------- | -------------------- |
| Чоловіки | 184     | 43                 | 118              | 23                   |
| Жінки    | 162     | 35                 | 92               | 35                   |
| Разом    | 346     | 78                 | 210              | 58                   |